# Ivo Cramér
Pour les articles homonymes, voir Cramer.
Ivo Cramér est un danseur et chorégraphe suédois né à Göteborg le 5 mars 1921 et mort à Stockholm le 30 avril 2009.
Élève de Sigurd Leeder et disciple de Birgit Cullberg, il est influencé par la technique Laban-Jooss. Il fonde une première compagnie avec Cullberg en 1946 puis dirige le ballet Verde Gaio de Lisbonne en 1948-1949.
De retour en Suède, il travaille pour le Ballet royal suédois qu'il dirigera de 1971 à 1980.
Dans ses chorégraphies, il aborde souvent des thèmes liés à l'Histoire et à la vie populaire, puis il se spécialise dans la reconstitution de ballets anciens, comme La Dansomanie de Gardel (1985), La Fille mal gardée de Dauberval (1989) ou Médée et Jason de Noverre (1992).

## Œuvres principales
- 1945 : Biblical Pictures (Stockholm)
- 1946 : The Lost Sun - Swedish Suite (Stockholm)
- 1947 : Endless Night (Lisbonne)
- 1948 : Adventures of Harlequin - Balada - A Menina e os fantoches (Lisbonne)
- 1949 : St. John's Eve (Göteborg)
- 1950 : Family Concert - The Emperor of Portugal - Peter and the Wolf (Göteborg)
- 1957 : The Prodigal Son (Stockholm)
- 1958 : The Linden Tree (Stockholm)
- 1959 : Romantic Suite (Bergen) - Bendik and Arolilja (Oslo)
- 1960 : Bluebeard's Nightmare (Oslo)
- 1962 : Catharsis (Bergen)
- 1967 : Zodiak (Stockholm) - The New Narcissus (Drottningholm)
- 1969 : A Plate of Pea Soup (Örebro)
- 1971 : Good Evening, Beautiful Mask (Södertälje) - Father Spring (Stockholm) - The Fishermen, d'après Auguste Bournonville (Drottningholm)
- 1972 : Peasant Gospel (Stockholm)
- 1973 : The Nix (Stockholm) - Do Tou Know Fia Jansson ? (Södertälje)
- 1976 : La Dansomanie, d'après Pierre Gardel (Drottningholm)
- 1982 : Pierrot in the Park (Drottningholm)
- 1983 : Golgotha (Östersund),
- 1989 : La Fille mal gardée, d'après Jean Dauberval (Nantes)
- 1992 : Médée et Jason, d'après Jean-Georges Noverre (Strasbourg) - Figaro, d'après Louis Duport (Drottningholm)

### Audiovisuel
- La Fille mal gardée, avec en bonus Ivo Cramer chorégraphe par amour, réal. Dominique Delouche. DVD Doriane